# Lagenocarpus lanatus
Lagenocarpus lanatus är en halvgräsart som först beskrevs av Tetsuo Michael Koyama och Bassett Maguire, och fick sitt nu gällande namn av Tetsuo Michael Koyama. Lagenocarpus lanatus ingår i släktet Lagenocarpus och familjen halvgräs. Inga underarter finns listade i Catalogue of Life.